# Историја Византије

## Рана византијска епоха
Основе Византијског царства чиниле су римско право и државно уређење, грчки језик и култура, и хришћанска вера и етика. Значајни фактор силе и утицаја у држави постаје хришћанска црква, од које византијски цареви добијају од 479. године царску круну. Због спорова у догматским питањима (христологија = однос божанског и људског у Христу) царство слаби. Раскол се завршава 431. године — Другим васељенским сабором у Ефесу: учење антиохијског епископа Несторија се одбацује, нагласак људске природе Христа, а учење Кирила, александријског епископа, признаје.
Четврти васељенски сабор у Халкедону 451. — монофизитско учење (које каже да се Христрова људска природа растопила у његовој божанској природи, те је Христос само Бог) осуђује се као јерес; од папе Лава првог. Блажени Августин је формулисао учење о двојној природи Христове (duae natura, una persona — две природе, једна личност; Христос је Богочовек) као обавезно признато. Утицај Германа (и могуће Словена) на двору у првој половини 5. века се уклања, уз помоћ малоазијског племена Исавријанаца. Ови смењују Германе који полазе према Западу (као нпр. Готи). 476. године германски вођа Одоакар се признаје као римски патрициус (првак, намесник) у Италији. Одоакар је свргнуо задњег западно-римског цара Ромула Августула. Њега побеђују Остроготи (источни Готи), који ће да створе своје царство у Италији све до западног Балкана. Западни Готи (Визиготи) освајају територије данашње Шпанију, Франци главни део данашње Француске и западну Немачку, Бургунди у југоисточној Француској и Швајцарској, Вандали у северној Африци, Британију нападају и насељавају германска племена, најпре Англи и Саси.
527—565 — Јустинијан I, ожењен Теодором, завршава рат са Персијанцима вечним миром, да би могао да поведе рат за поновно заузимање територија некадашњег Западног римског царства: добија северну Африку 535. године, Италију и западни Балкан 553, јужну Шпанију 554. године, са војводама Велизаром и Нарзесом. Због економске и финансијске преоптерећености избијају народне буне (посебно присталица Монофизита), после сузбијања тзв. „Побуне Ника” (532. године, по лозинци устаника „Ника” — на грчком „побеђуј”, по неким изворима око 30.000 убијених) царев аутократски положај је учвршћен; Јустинијан се такође меша и у црквене послове као „епископ изван Цркве” (лат. Caesaropapismus — цезаропапизам).
528—535 — кодификација римског права (лат. corpus iuris civilis): институције, дигести и пандекти (уџбеници, списи античких правника), „Codex Iustinianus” (збирка царевих устава — конституције), новеле (укази које је Јустинијан издао после 534). Најпознатија баштина Јустинијанове владавине је црква Св. Софије (Хагија Софија) у 'данашњем' Цариграду (Истанбулу). 568. године Италију освајају Лангобарди; једино Рим, Равена, Венеција, Напуљ и друга места, као и Сицилија остају у Византији.
582—602 — Маврикије оснива, после упада Авара и Словена на Балкан, тзв. егзархате (намесништва) за стабилизовање царства: у Равени (италијански) и Картагини (северна Африка). Егзарх има војну и цивилну власт, због чега његов ауторитет расте. 591. године Маврикије осваја Јерменију.

## Средња византијска епоха
610—641 — Ираклије (титула: василевс — вазилеос, античко-грчки назив за краља — уместо императора). Грчки постаје званични језик. Са тематским државним уређењем, Ираклије наставља дело цара Маврикија: подела царства на војно-административне јединице (теме) под једним стратегом, који поседује војну и цивилну власт над провинцијом. Колонизацијом војника стварају се војници-земљопоседници (стратиоти); сваки стратиот је војник, он добија посед са правом да га даје у наследство. Из средстава са поседа је требало добијати средства за живот и војну опрему. 626. године су у исто време напади Авара и Словена са једне, Персијанаца са друге стране на Византију; 628. године је победа над Персијанцима који су пре тога Византији отели Египат, Сирију, Палестину, Јерусалим и Јерменију. Следи слом Персијског царства, и почетак арабљанског освајања Персије и целог Ирана. Због сталних арапских напада на источне границе царства, Балканско полуострво препушта се Словенима, који за време цара Констанса II (641—668) признају врховну власт Византије. У то време и Срби и Хрвати 'званично' (односно најкасније) долазе у своју данашњу домовину. Одвијају се арапски напади (674—678, 717—718) на сам Константинопољ, који Словени почињу да називају Цариград.
717—802 — Сиријска (Исавријска) династија. Због утицаја јудаизма и ислама, долази до Иконоборства — одбацивања икона чије је поштовање у Византији као и код осталих православаца јако распрострањено. На власт је дошао Лав који је забранио поштовање икона и започиње њихово уништавање. Супротно иконоборцима стоје Иконодули. Највећи борац за иконе и теолошко оправдање икона долази од Св. Јована Дамаскина, монаха и теолога у манастиру Св. Саве — Мар Саба — код Јерусалима (Св. Сава српски — Растко Немањић — је посетио овај манастир, по чијем је оснивачу узео своје монашко име, и дан данас има српских православних монаха у том манастиру. Ту је Сава добио свој „пастирски штап” Св. Саве старијег, за који се говорило да је Св. Сава старији или Освећени предвидео да ће једнога дана доћи неки племенити младић царског рода, који ће носити његово име, и њему да се преда његов пастирски штап; Сава је по предању из Мар Сабе донео и икону Св. Богородице Тројеручице — хиландарску).
740. године је победа над Арапима код Акроинона. Следе војни успеси цара Константина петог, Арабљани више нису опасност за опстанак Византије. Ратови Византинаца и Арабљана постају погранични ратови. Арапска експанзија иде према западу: освајање византијске северне Африке и Шпаније западних Гота. 751. године пада Равена и то је слом последње византијске власти у Италији, тако да Византији преостаје само Јужна Италија. 800. године франачки краљ Карло Велики крунисан је од папе Лава III у Риму као римски цар, те долази до споја римске цркве са западом који је започео још папа Стефан II.
752—757 — са франачким краљем Пипином, са овим актом се завршава. Рим напушта Византију и окреће се према западним народима. 812. године Михаил I признаје Карлу царску титулу, као западно-римском владару.
820—867 — влада Аморијска (фригијска — Фригија, стара античка земља у Западној Малој Азији — Турској) династија, па услеђује арапско освајање острва Крита. После краја Иконобораца и победе Иконодула (843. године), долази до новог процвата Византије под Михаилом III.
842—867 — цар Михаило III Аморијац. Долази до проповедања хришћанске вере и мисионирање међу словенским народима: 'словенски апостоли' Св. Ћирило и Методије иду у Моравску. Покрштава се бугарски каган Борис (865), а Срби примају хришћанску веру: у то време (око 850. године) српски велики жупан Властимир одбија да призна државну превласт Византије, и ствара прву независну српску државу. 863. је византијска победа над арапским емиром од Мелитене и то означава почетак офанзивне политике Византије на истоку. 867. године дешава се први већи раскол међу источном и западном Црквом у тзв. малој шизми, за време цариградског патријарха Фотија.
Тематско уређење уздиже војну снагу Византије. Војска се саставља од војних јединица из „тема” и градских гарда у Цариграду (тзв. тагмата), а ратна морнарица из приморских тема и царске флоте код Цариграда. Долази до поделе државне управе на логотезије (министарства) под логотетима; главни логотет јесте дромос, вођа државне политике (као данас нпр. премијер). Процес феудализације кроз стварање једне тематске аристократије и пораст манастирских поседа праве од слободних сељака и стратиота кметове великим поседницима. Византија мора поново да узима у војну службу најамнике. Контрола над већим градовима остаје у чврстој руци централне власти, кроз занатске задруге и организације. Сукоби и борбе за превласт између службенички (дворске) аристократије престонице и војне аристократије у провинцијама.

## Врхунац Византије (златно доба Византијског царства)
867—1056 — влада македонска династија, за многе најзначајнија и „највизантијскија” династија.
Са царевима Василије (Василеиос) I и Лавом (Леон) IV долази до обнове римског права (законици: 3 „василике”).
Врхунац царске свевласти (апсолутизма) — цар је изабраник Божији, а влада тотална бирократизација државног апарата (имало и своју лошу страну, јер се ово време описује и као време када војник није хтео бити војник, него да буде службеник). Обнова византијске власти у Јужној Италији дешава се са добијањем Беневента (873) и Барија (876). Али, и византијски главни непријатељи тог времена, Арапи (поред Бугара на Балкану), имају успеха: освајање Сицилије (902), пљачкање Солуна (904).
907. године руски напад на Византију је одбијен. Руси су били позвани у помоћ против Бугара и њиховог цара Симеона (893—927), који је безуспешно покушавао да освоји Византију, односно Цариград; али су се Руси предомисли, па су напали саму Византију. Цареви Роман I и Лакапен (920—944) побеђују и Русе (941) и Арапе (943). У то време, бугарски цар Симеон кратко осваја и Србију (923/4) али је кнез Часлав око 927/8. године обнавља.
963—969 — Војвода Нићифор (Никифорос) Фокас (а касније и сам византијски цар) осваја од Арапа натраг острво Крит (961) и Алепо у Сирији (962), а као цар острво Кипар и Киликију у данашњој југоисточној Турској.
969—976 — цар Јован I Цимискије побеђује на два фронта: Русе (971) и Бугаре (Руси се коначно протерују са Балкана, док источна Бугарска постаје византијска провинција), а на истоку од Арапа осваја Сирију и Палестину. Цар Јован Цимискије је такође покорио и Србију, те су српски жупани поново морали да приме вазалске дужности према Византији. Исто важи и за Хрватску, само што су хрватски краљеви добровољно прихватили вазалство, добијајући од византијског цара признање своје власти.
Међутим, врхунац византијске власти бива за време владавине цара Василија II (Бугароубице) од 976. до 1025. Са венчањем своје сестре са руским великим кнезом Владимиром (989), који постаје хришћанин, хришћанска вера се шири по Русији. Руска Црква се ставља у надлежност цариградског патријарха. Како је цар Василије II обезбедио византијска освајања у Сирији против арапских Фатимида (који су као калифи владали Египтом, Либијом, северном Африком — данашњим Тунисом, Алжиром, Мароком, а привремено и Сиријом и Палестином), Василије побеђује и македонско царство- цара Самуила у дуготрајним борбама (991—1014), а 1014. године је коначни пораз Македонаца (односно Јужних Словена под вођством цара Самуила) код Струмице, где долази до ослепљења око 14.000 македонских заробљеника, а Македонија, постаје византијска провинција (1018).

## Пад Средњовизантијског царства (1025—1204)
Због незаустављеног феудализма долази до слабљење фискалне и војне снаге царства (укидање темате — војних провинција), признања фискалне аутономије (слобода од пореза) великим поседницима и давање у закуп пореза, затим слабљења војничког система стратиота (војничких сељака) и увођења пронија-система (препуштања државног или „царског” земљишта и сваку зараду из те земље за службу на једно одређено време, у почетку за војну службу, а касније за сваку врсту службе), стварања велике и мање аристократије (нпр. пронијари). Истовремено се ствара харистикар-систем, тј. привремено се преузимају црквени односно манастирски поседи, који се препуштају световним управницима. Такође долази до превеликог раста броја службеничке бирократије у Цариграду, обично на штету војске.
1045. је освајање Јерменије (последње византијско освајање на истоку), а 1054. године је црквени раскол између истока и запада (велика шизма).
Након изумирања македонске династије (1059—1078) долази нова династија (Дука) што узрокује напредовање Нормана, Печенега и Мађара, али посебно Турака, и због тога долази до турске победе код Манцикерта (1071) над Византинцима, у којој византијски цар Роман IV Диоген гине. Турци освајају главни део Мале Азије, тј. данашње Турске, и стварају око 1080. године своју прву државу на тлу Византије, тзв. Румску (римску) султанију. Такође се обнавља и српска држава, са Војислављевићима са средиштем у Дукљи (прва српска краљевина 1077. године). Византија губи и Хрватску (краљевина 1076. године), коју 1096. осваја Угарска, као и италијанске провинције које освајају Нормани. Византији преостаје, од територије коју је имала око 1050. године, цело Балканско полуострво (Хрватска, Србија, Северна Македонија, Бугарска, Грчка...), јужна Италија, цела данашња Турска, северна Сирија...

### Пад Барија у руке Нормана (април 1071)
Одлучни нормански вођа Роберт Гвидискар систематски је освајао византијске територије у јужној Италији средином 11. века. У априлу он осваја Бари, чиме је Византија изгубила последње поседе на Апенинском полуострву, а Нормани су јасно назначили да се њихове амбиције у погледу територија посрнулог Царства ту не завршавају. То се могло закључити и на основу норманске експанзије у целој Европи, нарочито након продора у Британију 1066. године под вођством Вилијама Освајача тј. норманске победе у бици код Хејстингса.
Ова опасност је приморала Византију да покуша на све начине да се припреми за предстојећу инвазију, што се одразило у повећању намета и дажбина не би ли се дошло до преко потребних средстава, јер је царска каса била скроз празна. Повећани намети и покушаји хеленизације довели си до нове словенске побуне у средњем Балкану под вођством Ђорђа Војтеха (Словенски устанак у Поморављу 1072).

### Битка код Манцикерта (26. август 1071)
Турски продори у источне делове Мале Азије приморале су цара Романа Диогена да са војском крене и покуша да заустави Турке пре него што се окрену ка централном делу Мале Азије. У бици код Манцикерта 26. августа 1071. византијска војска је поражена, а сам Диоген је заробљен, што је отворило пут Турцима у Малу Азију која је представљала житницу Царства и чије је становништво чинило већи део византијских снага.
Важно је истаћи да су се византијске снаге код Манцикерта након почетка битке и издаје једног дела трупа, повукле из борбе и из целе битке изашле практично неоштећене. Према проценама византијски губици су били око 10.000 људи од око 40.000 колико се процењује да је Диоген водио са собом. Главнина војске је сачекала Диогена који је након недељу дана пуштен из турског заробљеништва и повукла се ка унутрашњости Царства, што су већ учинили остали делови византијске војске. Ово јасно говори о томе да византијска војска није била уништена и самим тим да није била неспособна да заштити источне границе Царства, о чему сведочи и податак да Турци нису заузели Манцикерт који им је Роман у том походу одузео.
Касније је битка код Манцикерта означена као почетак краја (Катастрофа код Манцикерта), а неретко је Грци карактеришу као Почетак масакра, који је у наредним вековима спроведен (Геноцид над Јерменима) и још увек се спроводи на тим просторима (Септембарски погром).

### Византија након 1071.
Ова два удара дошла су најгорем тренутку по Византију. Роман IV Диоген који је, због политичке издаје, претрпео пораз код Манцикерта и пао у турско заробљеништво закључио је мир са Турцима. Међутим политички сукоби који су изазвали пораз код Манцикерта и даље су постојали и још више су се заоштравали да би своју кулминацију достигли 24. октобра 1071. када за цара бива проглашен Михајло Дука (Михајло VII Дука) уместо Диогена, што Царство баца у још већи грађански рат који се окончава тек 4. априла 1081. када за цара бива овенчан Алексије Комнин.
Збацивање Диогена са власти покреће Турке у акцију, јер су они мир закључили са Диогеном, а не Михајлом и стога су тај мир сматрали ништавним сада када Диоген више није био цар. Како невоља никада не иде сама у преврате и борбе око цариградског трона отворено су се укључивали Турци дајући подршку претендентима, а 1072. године у срцу Балканског полуострва Словени подижу устанак под вођством Ђорђе Војтеха. Норманске припреме за инвазију и њихова отворена сарадња и преговори са Михајлом Војислављевићем и неким од претендената за царски трон везивали су и оно мало војске што је царство могло издвојити за сопствену одбрану од силних грађанских ратова, за балканско полуострво чиме је Турцима отворен пут у Малу Азију и они су већ око 1080. године држали скоро целу Малу Азију, стигавши до Христопоља (насеља на азијској страни Босфора, насупрот Цариграда), тешко је опустошивши.
На катастрофалну ситуацију у Царство додатно су утицали пљачкашки походи Печенега и стални мађарски упади. Такво стање у Царству искористили су Хрвати и Срби који су се приближили светој столици, од које су заузврат добили краљевске венце. Тако је Хрватска 1076. године постала краљевина, а Звонимир њен први краљ. Зетски владар Михаило Војислављевић добија 1077. године потврду краљевске титуле од Папе чиме Зета постаје прва српска краљевина. Михаило се није зауставио на краљевском венцу, већ је склопио савез са Норманима и драчким стратегом о заједничкој акцији против Царства, која се изјаловила у том трену, али је 1081. године када су Нормани напокон стигли на Балкан његов син Константин Бодин отворено стао на њихову страну.

### Династија Комнина (1081—1185)
1081—1118 — цар Алексије I Комнин води борбе против Нормана који су упали у Албанију и стигли до Солуна, затим против Печенега који су 1090. стигли до самог Цариграда, и против Турака. Ово представља почетак офанзивне политике и периода „кад су сви хтели у војску”. 1082. у Венецији Млеци за помоћ против Нормана добијају привилегије у царству и право да по целом царству тргују без плаћања пореза, што представља почетак венецијанске превласти на мору, односно њиховог трговинског царства и доминације. 1096. је био Први крсташки поход где цар Алексије успева да поврати западне територије Мале Азије, и добије признату врховну власт над Антиохијом у Сирији.
1118—1143 — цар Јован II побеђује Печенеге, бори се против Угарске и Венеције за Далмацију и Хрватску, побеђује Србију, која ступа у вазалство Византији, затим осваја тзв. Малу Јерменију на југоисточном приморју данашње Турске, и Антиохију (1138).
1143—1180 — цар Манојло I је поред Алексија I најважнији византијски владар овог периода. Он је покушао да обнови византијску власт у Италији освајањем италијанске Анконе, затим је маштао о освајању Рима и рестаурацији универзалног Римског царства, што доводи до економског колапса Византије. У међувремену, Срби са Урошем дижу устанак, а византијске борбе се настављају против Нормана, Угара и Срба. 1158. године врховна византијска власт је над крсташким државама у Сирији и Палестини. 1159. године, после победе над Угарском, долази до поновне византијске превласти у Србији и византијског утицаја и у Хрватској. Византија изгледа као да је поново у узлету и, директно или индиректно, влада скоро на истим територијама као за време македонске династије, али 1175. године долази до савеза Венеције са Норманима против Византије, 1176. византијске снаге трпе пораз од Турака код Мисиокефалона, а 1180. Стефан Немања диже српски устанак, и српско-угарски савез против Византије. 1185. године Нормани освајају поново Албанију и пљачкају Солун.
1185—1187 — Срби освајају Ниш, Скопље и Софију, а Угарска Босну, Београд и Браничево.
1185—1204 — влада династија Анђела (Ангелои) у чије време Византија иде према својој пропасти. 1187. године Бугари дижу устанак, а Византија је приморана да, након краткотрајног успеха у Србији (1190), призна самосталност Бугарске и Србије. Византији преостају у Европи углавном грчке територије, исте територије које ће крсташи 1204. године да поделе међу собом.
1202—1204 — Четврти крсташки поход, наводно против Египта, али млетачки дужд и таст Стефана Немањића, Енрико Дандало, окреће се против Византије. 1204. долази до освајања и пљачкања Цариграда, што представља највеће пљачкање у средњем веку, као и масакрирање домаћег становништва. Оснива се крсташка држава на тлу Византије, тзв. Латинско царство. Оно је обухватало данашњу Грчку и европску Турску, као мали део Мале Азије преко пута Цариграда. Византији преостаје Албанија и западна Турска, али долази до поделе: Албанија и део западне Грчке (Епир) постаје тзв. Епирска деспотовина, док западна Мала Азија (Турска) скоро до Анкаре постаје Никејско царство. Трећи део је мали приморски део на северу данашње Турске, са градовима Трапезунтом или Трабзон — тзв. Трапезунтско царство. Ова три дела су била у међусобном непријатељству због наследства византијског царства, али као победник излази Никејско царство, које 1261. године враћа Цариград и тако коначно да добија византијско наслеђе.

## Слабљење и пад Византије
Пошто су крсташи 1204. освојили Цариград и централне византијске територије око данашње Грчке и Цариграда, преостала Византија, мада подељена, организује се у три државе: Никејско царство, по престоници Никеји, данашњем Изнику у Турској, затим Трапезунтско царство, са Трапезунтом или Трабзоном као престоницом, и Епирска деспотовина, са Артом и Јањином као престоницама. Борбу за византијско наслеђе преузимају Епирска деспотовина (грчки Епир са Албанијом) и Никејско царство (западни део данашње Турске), док се Трапезунтско царство (данашњи турски Трабзон на приморју Црног мора, на међи са Грузијом и Јерменијом) већ рано издваја из те трке, задовољавајући се са својим положајем као хришћанском предстражом на истоку. Као такво, Трапезунтско царство траје све до 1461. године. У Србији влада Стефан Немањић „Првовенчани” (1196—1227).
У Епирској деспотовини, епирски ратоборни деспот Теодор I (1215—1230) води борбе против Србије, Бугарске и Латинског царства и осваја Солун од крсташа или Латина 1224. године, што га доводи у сукоб са Никејским царством.
Никејско царство себе сматра даље Романијом (Византијом) и византијску традицију води даље цар Теодор I Ласкариос (1204—1222). У томе му помаже васељенски патријарх, који је своје седиште из Цариграда преместио у Никеју. Тако је и васељенски патријарх Манојло Сарантена у Никеји установио српску Цркву, Саву Немањића уводећи у чин православног архиепископа српских и поморских земаља (1217). Цар Теодор тражи такође савез са Бугарима, и заједно са Бугарима побеђује Латине (крсташе) 1205. код Хадријанопоља.
1222—1254 — цар Јован III Ватац одузима од Латинског царства територије у Европи, осваја 1246. Солун и побеђује све своје ривале (Епир и Бугарску).

## Обнова
1258—1282 — цар Михаило VIII Палеолог побеђује коначно Латинско царство. 1259. године бој код Пелагоније и победа над коалицијом Епира са Сицилијом и Србијом представља пропаст тзв. француске витешке власти. У Мореји на Пелопонезу ствара се нови византијски центар са градом Мистром. 1261. године никејске снаге ослобађају Цариград од Латина и тиме Латинско царство практично престаје да постоји. Цар Михаило као и васељенски патријарх свечано се враћају у стару и славну византијску престоницу. Византијско царство обухвата Цариград, Епир и Тесалију, односно централну и северну Грчку, европски део данашње Турске, северозападни део данашње Турске (источно до данашњих градова Денизли, Кутахуа и Зонгулдак), Македонију, јужну Бугарску, централну Албанију и централни Пелопонез. У то време, Византија је много изгубила од старог сјаја, али је свој духовни утицај задржала најпре међу православним народима. Међутим, са смањивањем својих територија Византија добија и једну нову државну мисао: почиње себе да сматра све више једном грчком државом, тако да Византија тог доба постаје све више једно грчко царство. У централној Грчкој око Атине и северног Пелопонеза и даље владају Латини (Атинско војводство и Ахајска кнежевина). Цар Михаило пак тражи дипломатске односе са Француском, Монголима, а посебно са папом, али 1274. црквена унија Лионског сабора не може да се оствари, док у Србији влада краљ Урош Велики (1243—1276).
1282—1328 — за време владавине цара Андроника II, у Византији је било све већег утицаја цркве и монаштва (Света гора), па држава запада у епоху грађанских ратова (1321—1354).
1328—1354 — Јован Кантакузин, ослоњен на тзв. Исихасте, монашки покрет, проглашава се царем. У грађанском рату са тзв. Зилотима мешају се и Срби и Турци. Посебно српски цар Стефан Душан напредује и осваја од Византије целу Македонију (осим Солуна), Тесалију, Епир и Етолију — тј. централну и северну Грчку и Албанију, себе проглашавајући царем Срба и Византије. Душан се представља као бранитељ легитимног византијског цара, али се Кантакузин већ 1347. уз турску помоћ враћа на престо. 1349. године, међутим, Турци (Османлије) освајају скоро целу византијску Малу Азију, Византији преостаје само Тракија са Цариградом, Солун, и Мистра на Пелопонезу. 1354. Турци освајају Галипоље, и прелазе у Европу, а Јован Кантакузин се повлачи и постаје монах.
1354—1391 — цар је Јован V, а 1361. Турци освајају Адријанопољ (Једрене), који постаје османлијска престоница све до 1453. Цар Јован V мора да прихвати врховну власт Османлија. Османлије побеђују и Србе у биткама на Марици (1371. и 1389. на Косову). Угарски краљ је Жигмунд Луксембуршки је покренуо 1396. крсташки поход на Турке који се завршио неуспешно.

## Коначан пад
1391—1425 — цар Манојло II путује кроз Европу (1399—1402) молећи помоћ против Турака. Олакшање ситуације доноси турски пораз од Монгола 1402. године, које хришћанске државе не искоришћавају, док је Византија сама, смањена углавном на Цариград, Солун и Мистру, слаба да покрене озбиљне кораке против Османлија. 1422. године долази до прве турске опсаде Цариграда.
1425—1448 — цар Јован VIII нада се помоћи са запада. Папа за узврат тражи покатоличење Византије. Цар проглашава црквену унију са папом после сабора у Фиренци 1439. Међутим, западна помоћ против Турака изостаје, док православна црква одбија унију, а народ жестоко протестује против склапања уније са католицима. Пошто Исидор, кијевски митрополит, признаје унију, руска црква се одваја од цариградске. Крсташке походе под вођством Угара (Јанош Хуњади) Османлије разбијају код Варне (1444) и на Косову (1448).
1448—1453 — цар је Константин XI Палеолог (или Драгаш, по мајци Српкињи Јелени Драгаш), а Османлије даље нападају Цариград, и 1453. је нова опсада Цариграда. 29. маја 1453. је пад Цариграда после дуге опсаде и јуначке одбране у којој живот у уличним борбама губи и последњи византијски цар, што представља крај Византије (Пад Цариграда (1453)). Последње византијске или грчке државице освајају Турци: 1460. Мореју и 1461. Трапезунт. Србија пада у периоду до 1485. године, а главну српску државу, Српску деспотовину и Смедерево, Османлије освајају 1459. године.
На место Византије долази нова азијско-европска империја Османлија, која прети хришћанској Европи. Следи преношење културног наследства античког доба кроз византијске научнике у Италију (почетак хуманизма) и прелаз државног наследства и предвођење православне цркве на Русију и Москву.

### Пад Цариграда
После двомесечне опсаде Османлије успевају да 29.05. под вођством њиховог тадашњег владара Мехмеда II Освајача продру и заузму град и том приликом у завршним борбама јуначки гине последњи византијски цар Константин Драгаш.

### Пад Мистре
Пред надмоћном војском Османског царства која 1456. године осваја Атину, последњи морејски деспот Тома напушта Мистру и она без борбе бива заузета 1460. године. Последњи морејски деспот Тома бежи у Рим и 1461. године предаје Папи последњи свој посед на Балканском полуострву утврђени град Месембрију. Његов брат и савладар Димитрије после пада Мистре, као противник Латина(Папства и Запада) одлази у Цариград код Мехмеда II.

### Пад Трапезунта
Пред надмоћном османском војском последњи трапезунтски цар Давид Велики Комнин предаје град у августу 1461. године без борбе Мехмеду II, после чега му бива дозвољено да настави живот са породицом на поседима у околини Хадријанопоља које му је доделио султан. Две године касније Мехмед га оптужује да је учествовао у завери против њега и 1. новембра погубљује Давида и његова преостала три сина, бацивши њихове лешеве вранама изван цариградских бедема, забранивши да буду сахрањени.

## Значај Византије
Значај Византије је био у одбрани хришћанске Европе од Персијанаца, Арапа и Турака. Западноевропским народима пружена је у то време могућност да се национално развију. Велико дело Византије јесте христијанизација Словена, прво Бугара и Срба, а затим и Руса. Грчка (православна) теологија, источна мистика и монаштво делују на Европу. Такође, Византија је сачувала и предала духовно добро античког доба осталим народима Европе када су они постали способни да га прихвате.